# Ielu Chucai

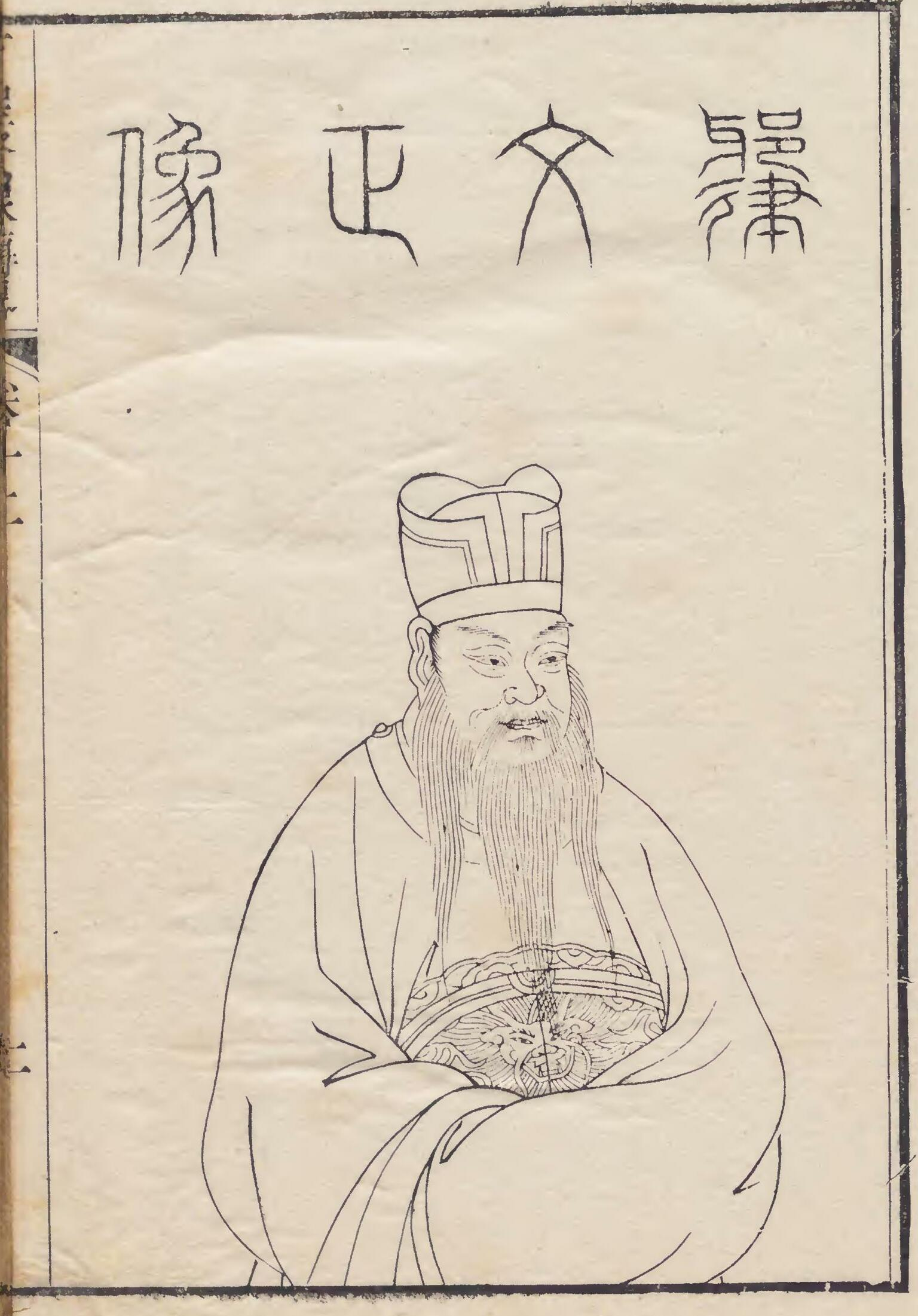
Ielu Chucai

Ielu Chucai (em mongol: Yelü Chucai; 1190 (835 anos) - 1244) foi um estadista chinês de origem quita que serviu como conselheiro de Gêngis Cã (r. 1206–1229) e então seu filho Oguedai Cã (r. 1229–1241). Foi responsável pela criação da burocracia e do sistema tributário das porções da China sob controle do Império Mongol. Foi também quem convenceu Oguedai a não arrasar os territórios do Império Jim (1115–1234), poupando a riqueza e habilidade dos locais.